# Якушин Володимир Миколайович
Володимир Миколайович Якушин (1920 , Тульська губернія  — невідомо ) — радянський футболіст, воротар.

## Футбольна кар'єра
Почав грати у футбол в 1935 році в московському «Металурзі», в сезоні 1945 року увійшов до основного складу клубу. Наступного року перейшов до складу київського ОДО, з якого того ж сезону перейшов до ЦДКА, де став дублером Володимира Никанорова. У сезоні 1946 року, коли ЦДКА виграв свій перший чемпіонський титул, провів за команду 1 матч, проти куйбишевських «Крил Рад» (2:0), відстоявши на нуль і заслуживши похвали преси за хорошу гру.
У сезоні 1947 року Володимир Якушин на поле фактично не виходив, бо практично всі матчі впевнено провів Никаноров. У сезоні 1948 року дублером Ніканорова став Віктор Чанов, що прийшов у команду, а Якушин став третім воротарем, і тому знову не виходив у основі. У сезоні 1949 року провів свій другий та останній матч у ЦДКА, проти московського «Спартака» (2:1), вийшовши за рахунку 1:1 на заміну Никанорову, який пошкодив ногу, і знову не пропустивши. У ЦДКА дослужився до звання молодшого лейтенанта. На початку 1950-х років залишив футбол.